# Salpetergroeves Humberstone en Santa Laura
De salpetergroeves van Humberstone en Santa Laura zijn twee salpetermijnen in de Atacamawoestijn in het noorden van Chili. Ze liggen ten oosten van de stad Iquique. Deze groeves zijn reeds verlaten en staan sinds 2005 op de werelderfgoedlijst.
De groeves werden beide in 1872 geopend, destijds nog op het grondgebied van Peru. Na de Salpeteroorlog (1879-1884) kwamen de groeves in Chileense handen. In 1960 werden ze verlaten.

## Geografie
Humberstone en Santa Laura liggen op 48 km ten oosten van de stad Iquique in de Atacamawoestijn in de regio Tarapacá in het noorden van Chili. Andere salpeterlocaties of "nitraatsteden" zijn onder meer Chacabuco, Maria Elena, Pedro de Valdivia, Puelma en Aguas Santas. Chacabuco is tijdens de regering van Pinochet nog gebruikt als concentratiekamp, waaromheen nog onontdekte landmijnen liggen.

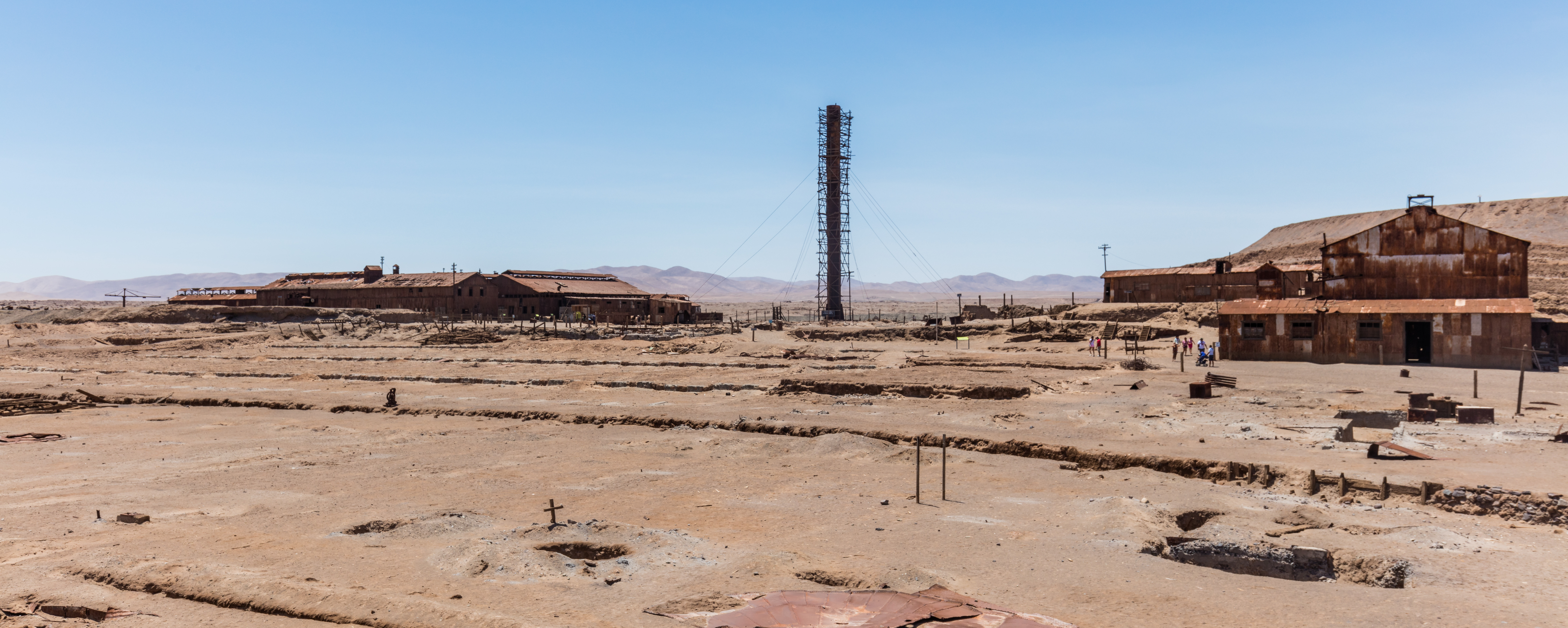
Humberstone
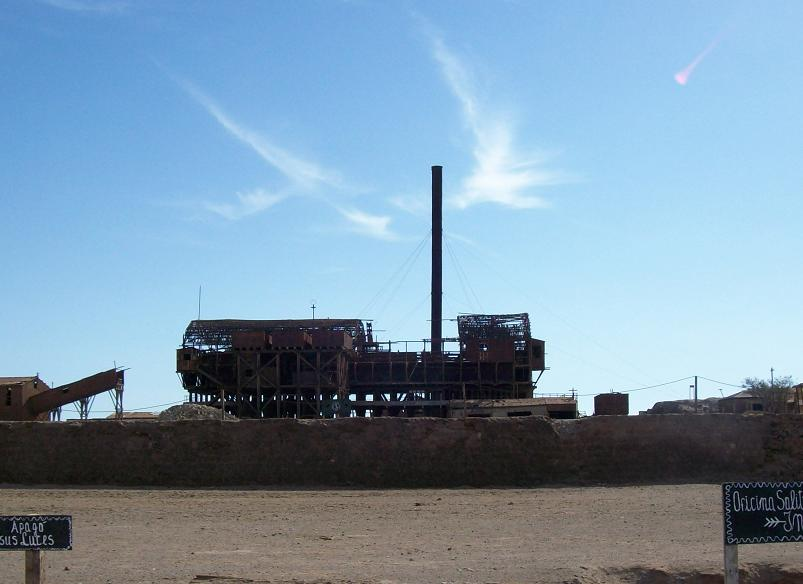
Santa Laura

## Geschiedenis
In 1872 vestigde de 'Guillermo Wendell Nitrate Extraction Company' het salpeterbedrijf "Santa Laura", toen dat gebied nog een deel van Peru was. In datzelfde jaar stichtte James Thomas Humberstone de 'Peru Nitrate Company', en vestigde het bedrijf "La Palma". Beide vestigingen groeiden snel en werden drukke stadjes, gekenmerkt door gebouwen en huizen in Engelse stijl. In hun beste tijd, eind 19e en begin 20e eeuw, telde Santa Laura 425 en Humberstone meer dan 3500 inwoners. Terwijl La Palma een van de grootste producenten van de regio werd, draaide Santa Laura minder goed en had een lage productie. In 1902 werd dit bedrijf overgenomen door de Tamarugal Nitrate Company. In 1913 werd in Santa Laura de productie stilgelegd, tot een ander productieproces werd geïntroduceerd wat de productiviteit verhoogde.
De productie piekte tijdens de Eerste Wereldoorlog, toen veel salpeter werd gebruikt voor de fabricage van springstoffen, tot een maximum van 3001 kiloton in 1917. Daarna fluctueerde de productie tussen de 1000 en 2300 kiloton per jaar. Ongeveer 5/6 deel van het chilisalpeter werd ook gebruikt voor kunstmestproductie. Tijdens de Grote Depressie van 1929 stortte de economische basis in; dit werd mede veroorzaakt door de ontwikkeling van synthetische ammonia door de Duitsers Fritz Haber en Karl Bosch (Haber-Boschproces), wat leidde tot de industriële productie van kunstmest. Het proces werd voor het eerst op industriële schaal gebruikt door de Duitsers tijdens de Eerste Wereldoorlog. Duitsland importeerde zijn nitraat tot dan toe uit Chili, maar door de oorlog en de grote vraag naar munitie bij een onzekere aanvoerweg was er behoefte aan een alternatieve bron.
Santa Laura en Humberstone werden in 1934 vrijwel bankroet overgenomen door COSATAN (Compañía Salitrera de Tarapacá y Antofagasta). COSATAN hernoemde La Palma naar "Oficina Santiago Humberstone" ter ere van de oprichter. De onderneming probeerde een concurrerend natuurlijk salpeter te produceren door Humberstone te moderniseren, waardoor het in 1940 de meest succesvolle producent werd.
Beide bedrijven werden in 1960 verlaten na een snelle neergang die zorgde voor het verdwijnen van COSATAN. In 1970, nadat de plaatsen spooksteden waren geworden, werden ze uitgeroepen tot nationaal monument en opengesteld voor toerisme. In 2005 werden ze op de Werelderfgoedlijst van UNESCO geplaatst.

## Afbeeldingen

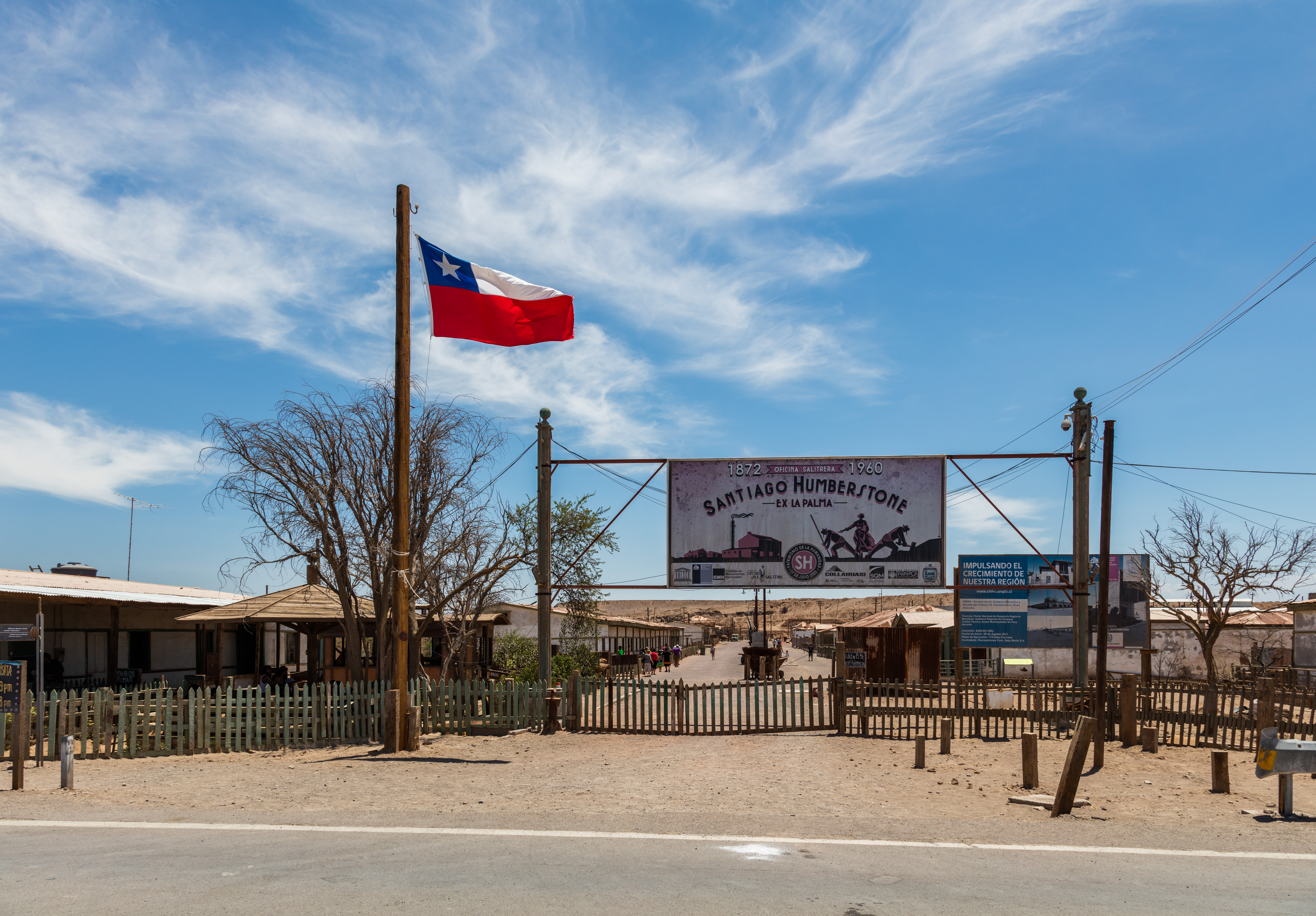
Toegang tot Humberstone
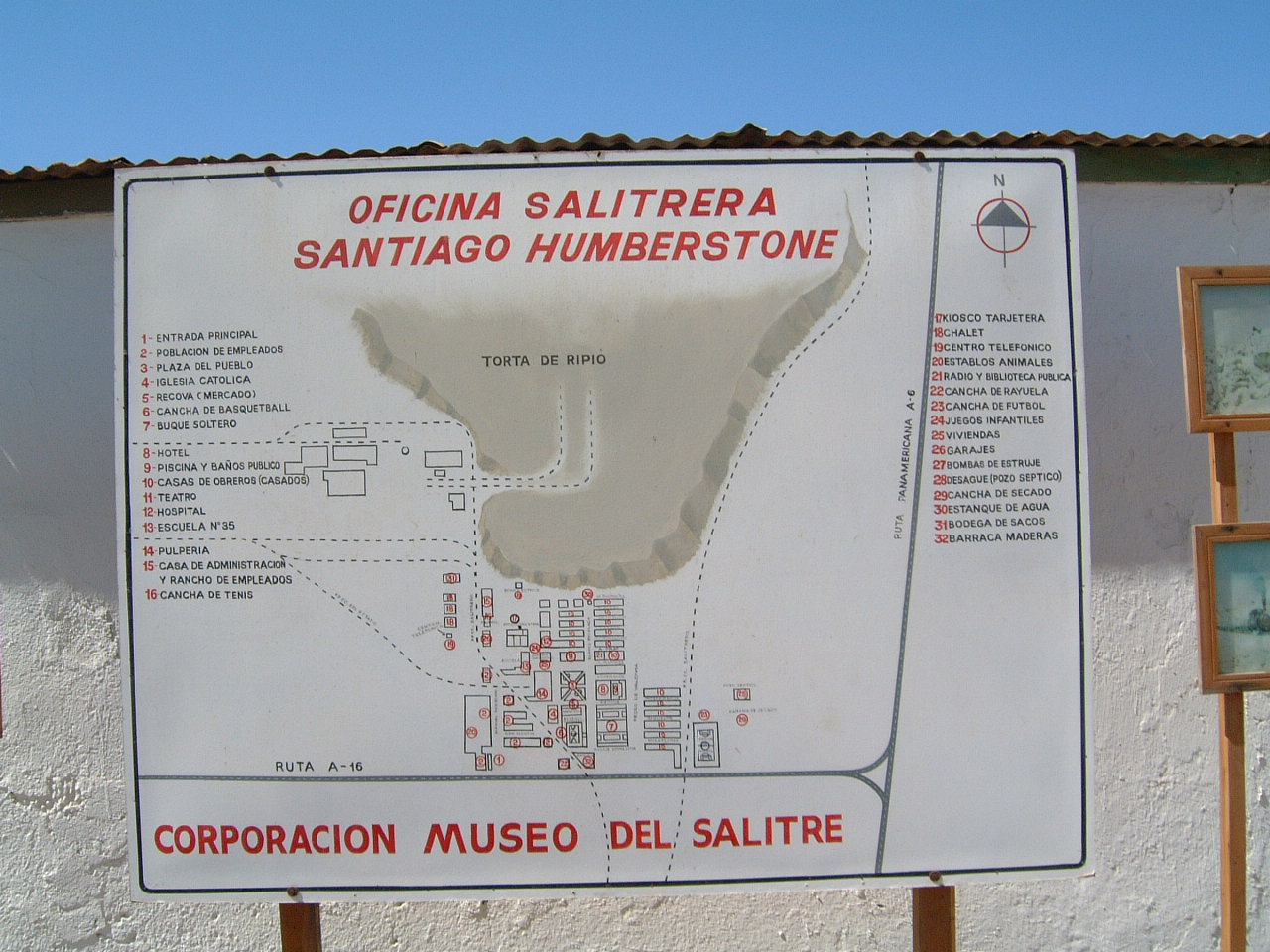
Informatiepaneel bij ingang
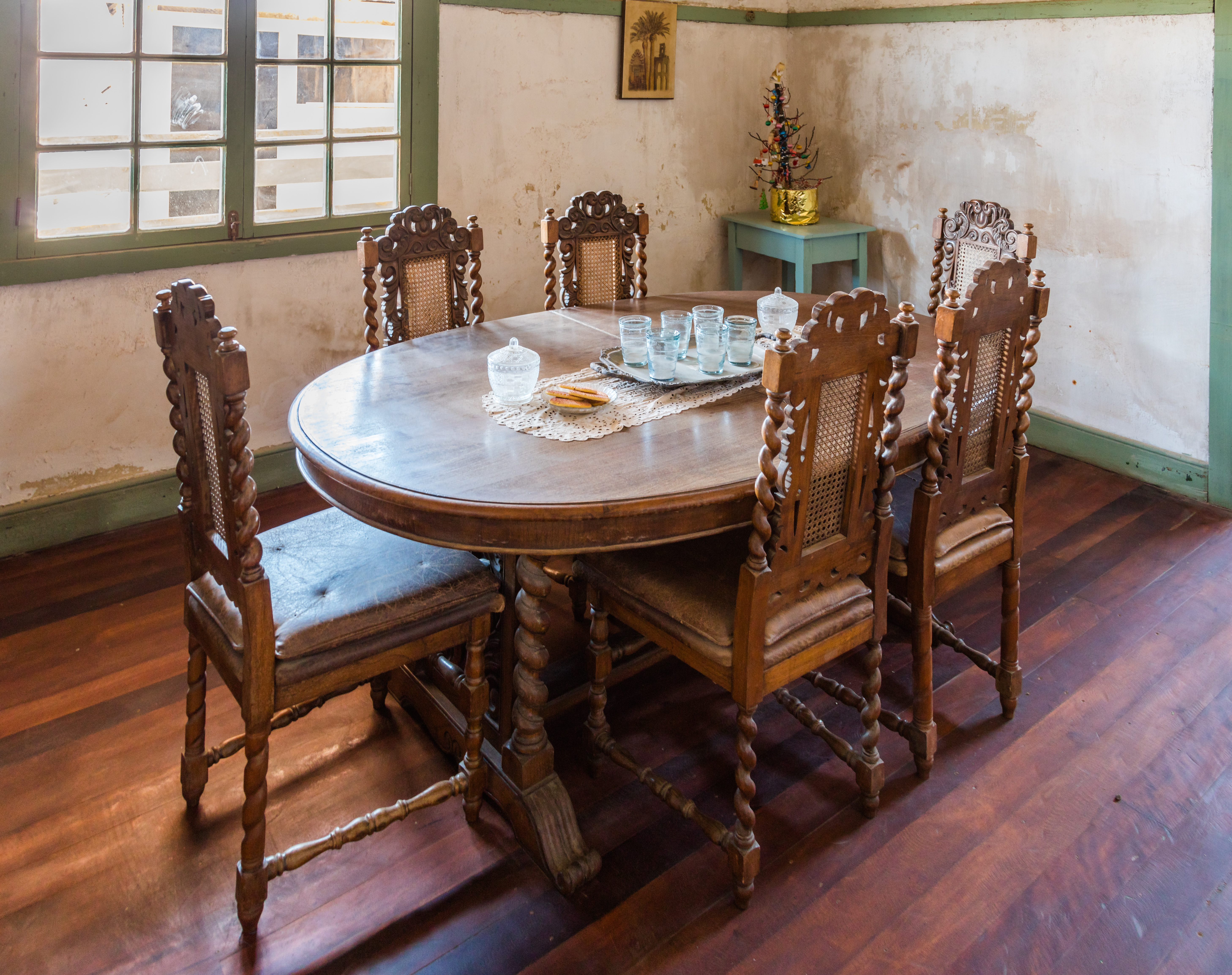
Eetkamer
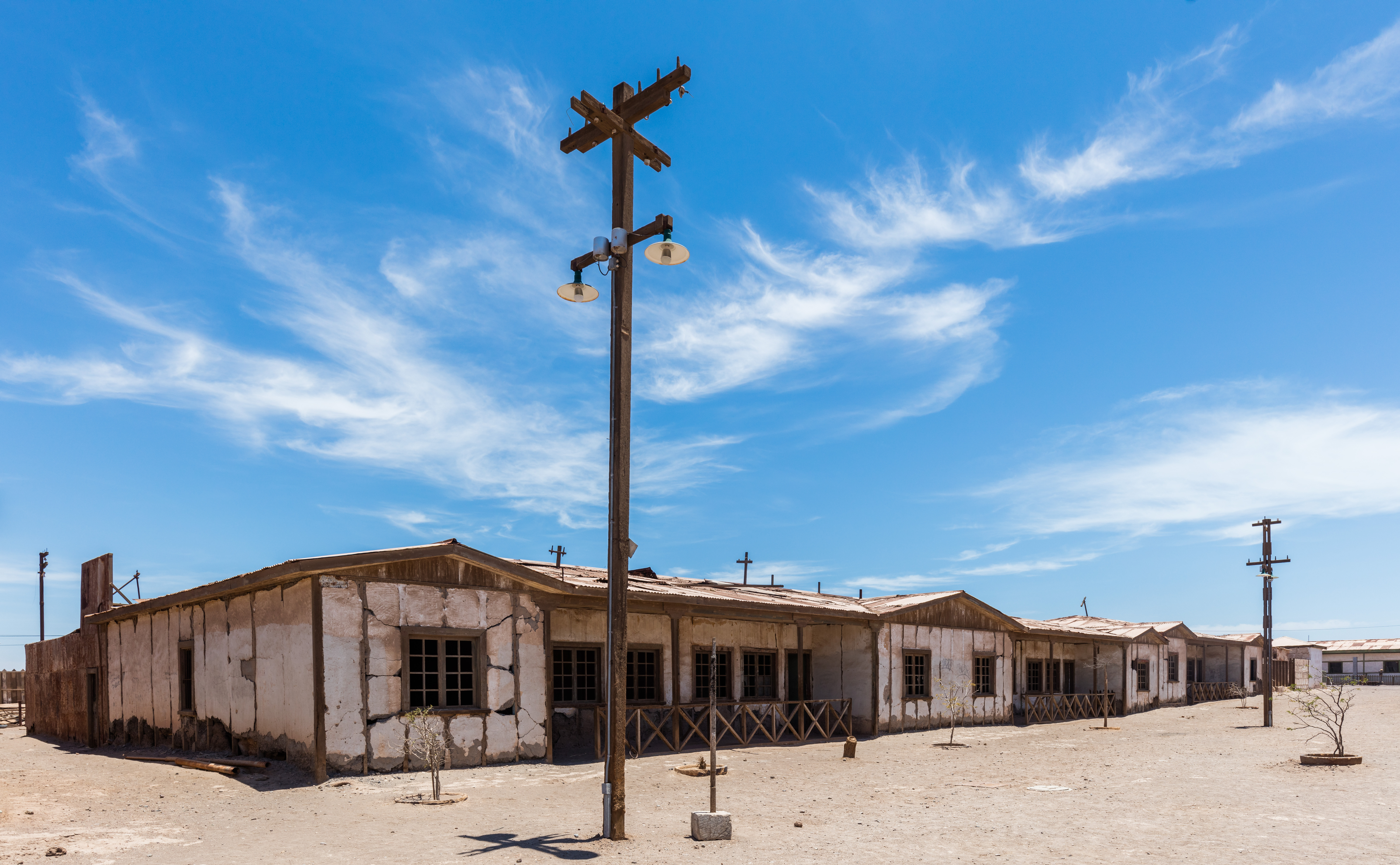
Arbeiderswoningen
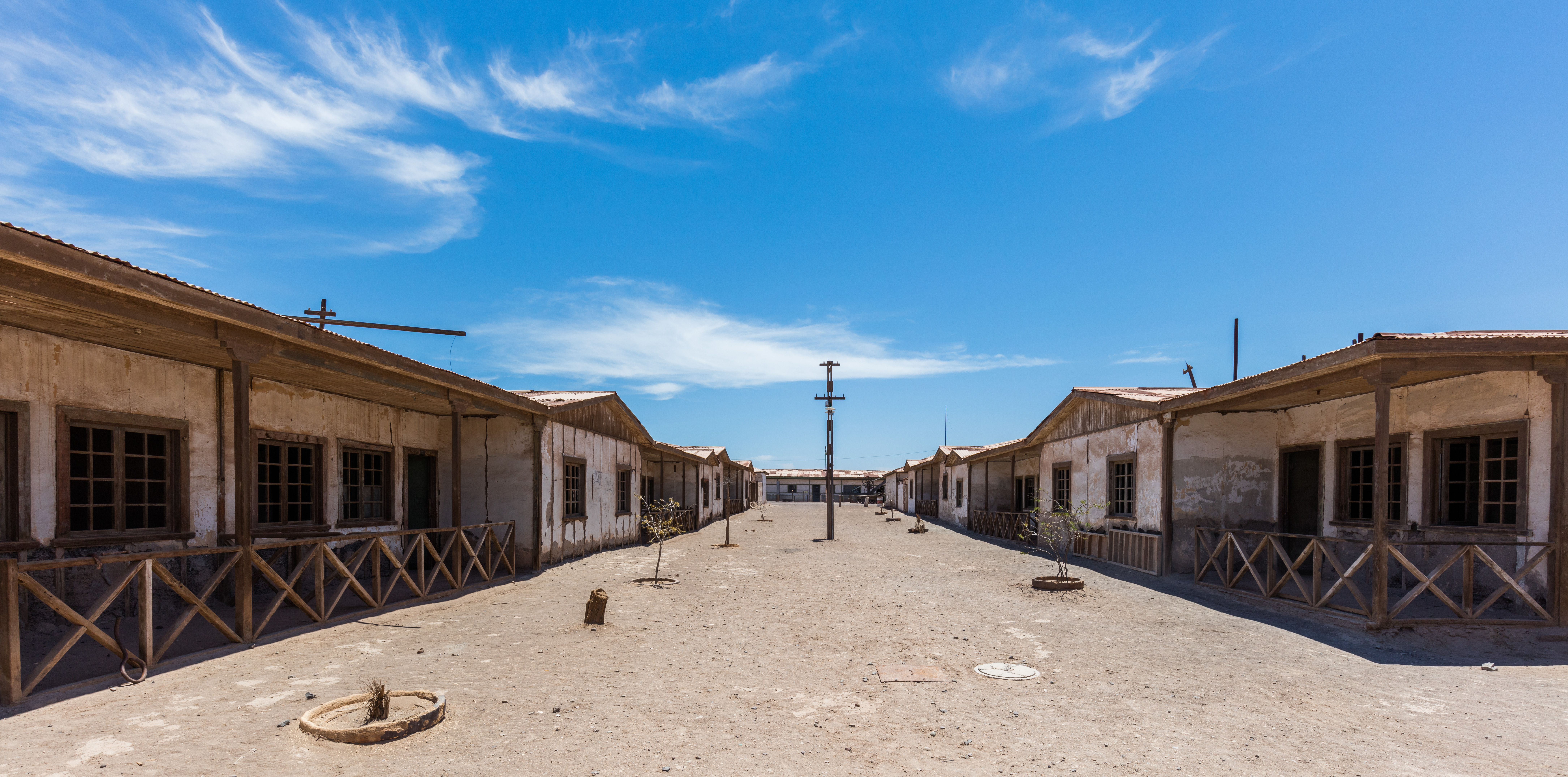
Arbeiderswoningen
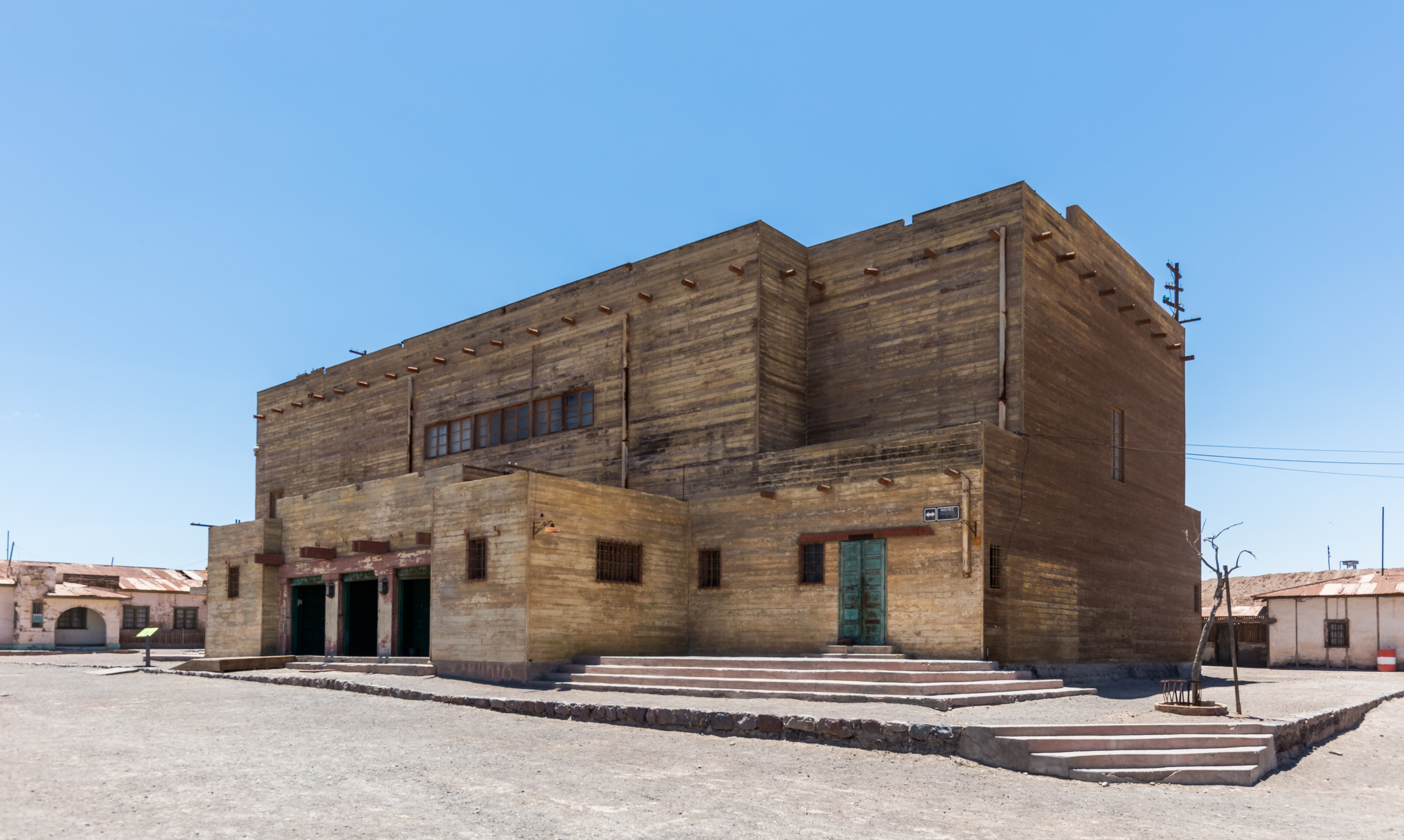
Theater
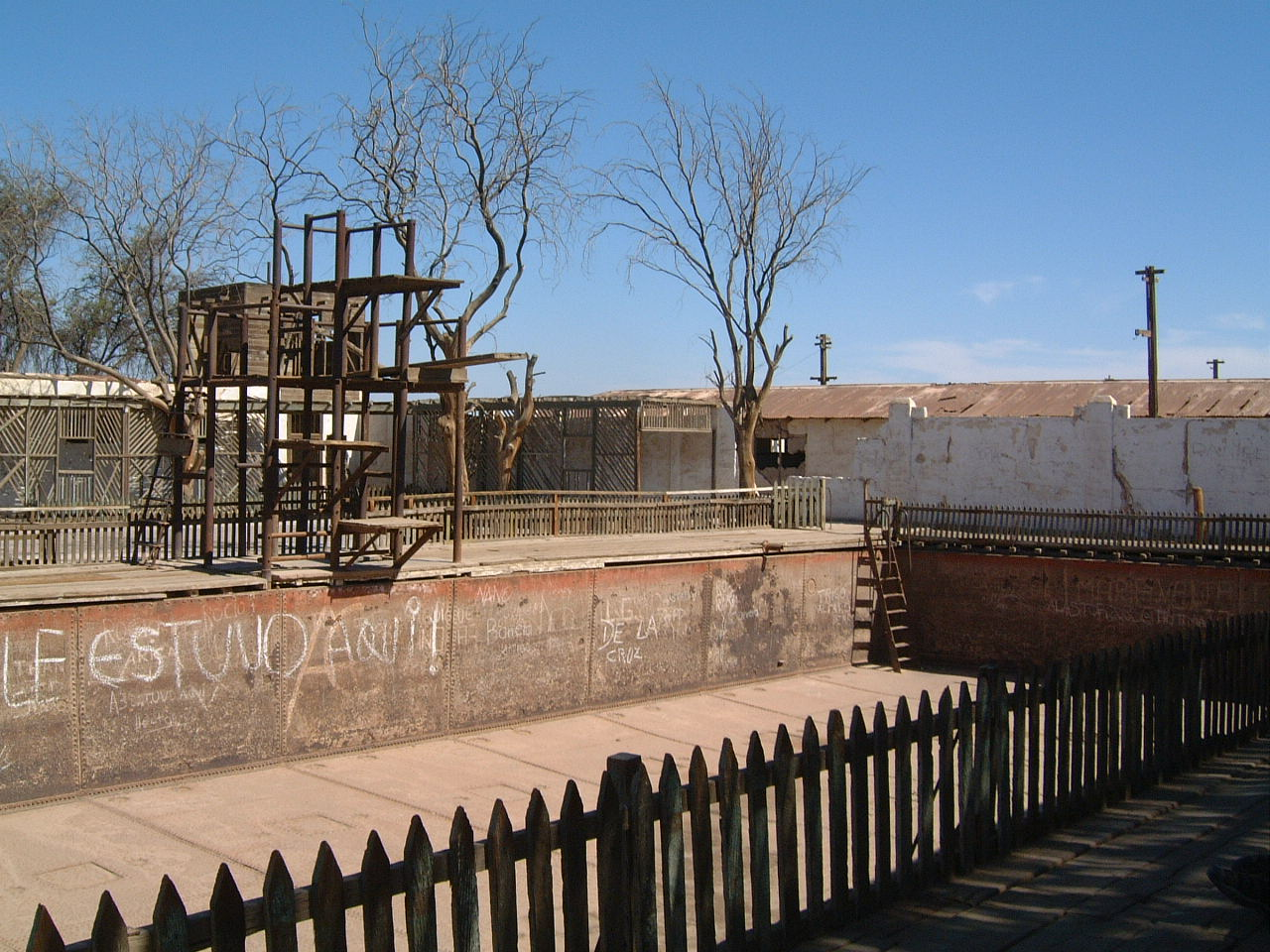
Zwembad
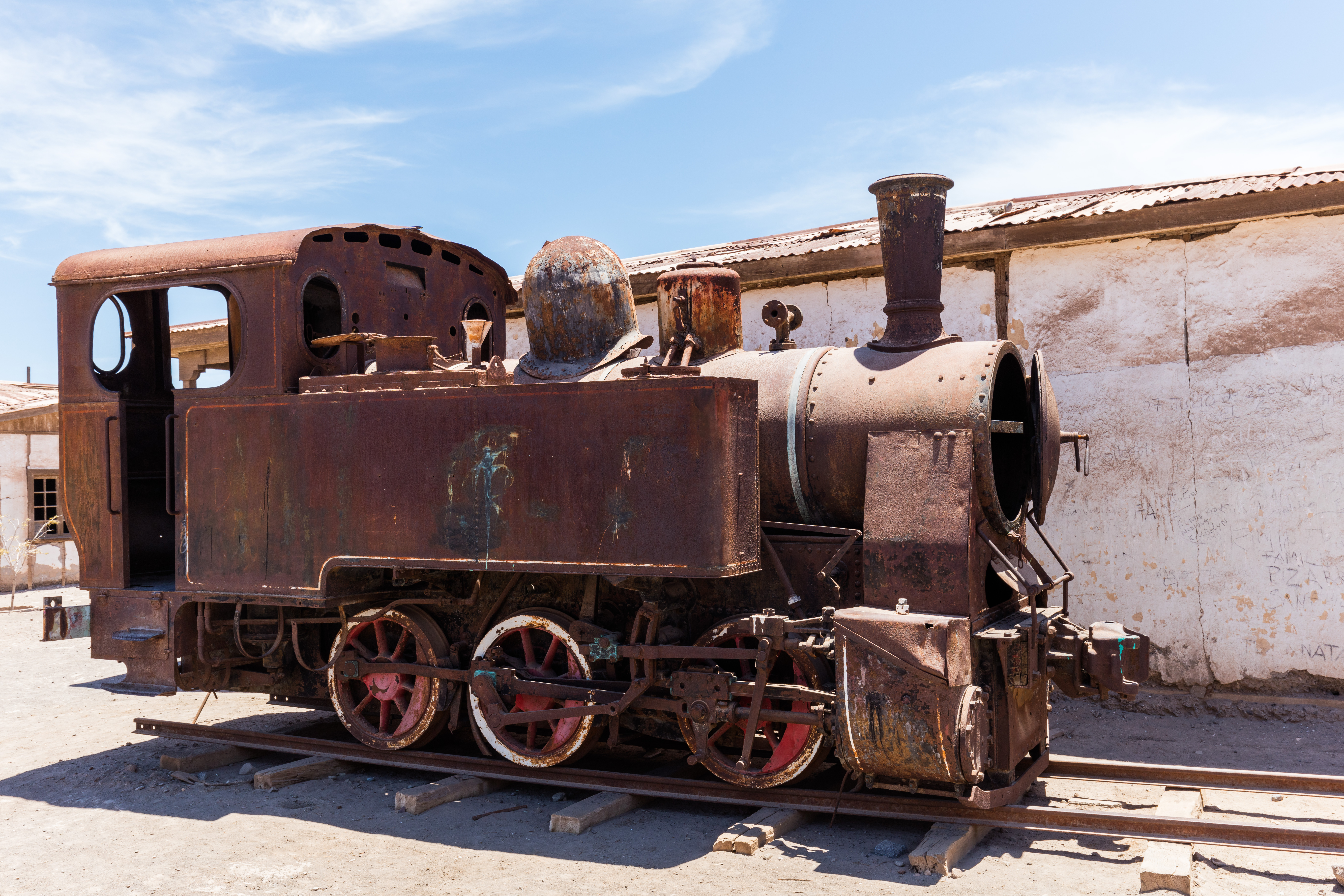
Stoomloc

- Gemeinsame Normdatei: 16179678-3
- Virtual International Authority File: 180890646

Nationaal park Paaseiland (Rapa Nui) · 
Kerken van Chiloé · 
Historische wijk van de havenstad Valparaíso ·
Salpetergroeves Humberstone en Santa Laura ·
Mijnstad Sewell ·
Qhapac Ñan, wegennetwerk van de Andes ·
Nederzetting en kunstmatige mummificatie van de Chinchorrocultuur in de regio's Arica en Parinacota